# Xanthorhoe fumata
Xanthorhoe fumata là một loài bướm đêm trong họ Geometridae.